# Ifugao (grupa etniczna)
Ifugao – grupa etniczna zamieszkująca północną część wyspy Luzon na Filipinach, odłam słabo rozwiniętych gospodarczo ludów Igorot w górskich rejonach kraju. W 1992 roku liczebność Ifugao wynosiła ok. 185 tysięcy. Posługują się językiem ifugao z wielkiej rodziny austronezyjskiej. Do ich tradycyjnych zajęć zalicza się uprawa ryżu i roślin bulwiastych, a także łowiectwo i zbieractwo.
Ifugao żyją w odizolowanych górskich wioskach, w przeszłości byli wojowniczym ludem walczącym z sąsiadami. W ich religii dominują wierzenia animistyczne.